# Вирджински колеж „Уилям и Мери“
Вирджинският колеж „Уилям и Мери (на английски: The College of William and Mary in Virginia, съкращавано W&M) е публичен изследователски университет в Уилямсбърг, щата Вирджиния, САЩ. Основан през 1693 г. с кралска харта, издадена от крал Уилям III и кралица Мария II, той е втората най-стара институция за висше образование в Съединените щати и деветата най-стара в англоезичния свят. Университетът е сред първите девет колониални колежа.
Възпитаници на колежа са американските президенти Томас Джеферсън, Джеймс Монро и Джон Тайлър. Във Вирджинския колеж се обучават и други ключови фигури историята на Съединените щати, включително първият президент на Континенталния конгрес Пейтън Рандолф, първият главен прокурор на САЩ Едмънд Рандолф, върховният съдия Джон Маршал, председателя на Камарата на представителите Хенри Клей, командващия генерал на американската армия Уинфийлд Скот, шестнадесет членове на Континенталния конгрес и четирима от подписалите Декларацията за независимост. Връзките на колежа с много от бащите основатели на САЩ му печелят прозвището „Алма матер на нацията“. Джордж Вашингтон получава лиценза си за геодезист от колежа през 1749 г. и по-късно става първият американски канцлер на колежа през 1788 г. През 1756 г. Бенджамин Франклин получава първата почетна степен на Вирджинския колеж.

## Галерия
- Крал Уилям III и кралица Мария II, патрони на колежа
- Джеймс Блеър, основател на колежа